# Britisk Malaya
Britisk Malaya var fællesbetegnelsen på en række mindre stater på Malayahalvøen, som blev koloniserede af Storbritannien i det 18. og 19. århundrede. Områderne, som dannede Britisk Malaya, indgik senere i Malaysia.

## Delområder
Betegnelsen Britisk Malaya for de områder, som Storbritannien kontrollerede på Malayahalvøen, vandt frem fra 1919. Britisk Malaya var aldrig en egen koloni eller administrativ enhed. Området var organiseret i en række stater og kolonier:
- Federated Malay States[3], 1895–1946
  - Negeri Sembilan
  - Pahang
  - Perak
  - Selangor
- Unfederated Malay States[3], 1909–1946
  - Johor
  - Kedah
  - Kelantan
  - Perlis
  - Terengganu
- Straits Settlements[3], 1826–1946
  - Malakka
  - Penang
- Singapore, først en del af Straits Settlements, separat koloni 1946–1963
- Den malayiske union, bestående af fødererede og ufødererede malaystater samt dele af Straits Settlements, 1946–1948
- Malaya-føderationen, omdannelse af Den malayiske union, 1948–1957 (selvstændighed)

De britiske besiddelser på Borneo, kongedømmet Sarawak, sultanatet Brunei og Britisk Nordborneo, gik under navnet Britisk Borneo. Disse blev ikke regnet til Britisk Malaya.

## Historie

### Ældre historie
Malakkahalvøen blev udsat for flere koloniseringsforsøg. Den tidligste blev udført af portugisere, som i 1511 erobrede byen Malacca og holdt den i 130 år indtil, at hollænderne erobrede den i 1641. Hverken portugisere eller hollændere blandede sig i halvøens produktion men samlede deres opmærksomhed om handelen. Malacca blev et handelsknudepunkt for det hollandske ostindiske kompagni i dets netværk af støttepunkter på handelen, der strakte sig fra Sydafrika til Indonesien og Formosa (Taiwan). På vestkysten af Malakkahalvøen oprettede hollænderne flere faktorier, som især opkøbte tin.

### Singapore og Johor
I 1786 oprettede briterne en koloni på øen Penang, og under Napoleonskrigene overtog englænderne i 1795 alle de hollandske ostindiske besiddelser. Ved Wienerkongressen fik hollænderne Malacca tilbage, men Stamford Raffles, der fra 1811 indtil 1815 var Lieutenant Governor af Java og i 1818 blev forflyttet til Bencoolen, indså Malakkahalvøens og Malakkastrædets store handelsstrategiske betydning og indhentede sine overordnedes tilladelse til at finde en ny havn til erstatning for Malacca. Han valgte øen Singapore ud for halvøens sydspids, hvor hollænderne aldrig havde slået sig ned. Her lå Singapura, i middelalderen en vigtig indisk handelsby, der imidlertid var sunket ned til et almindeligt fiskerleje. Raffles indså stedets muligheder, han rettede henvendelse til stedets overhøjhed, Tengku Abdul Rahman, sultan af Johor-Riau-Lingga Sultanatet (også kendt som Sultanatet Johor), som på sin side var under indflydelse af hollænderne og Bugis. Sultanen ville ikke acceptere en britisk base i Singapore. Tengku Abdul Rahman var imidlertid kun blevet sultan, fordi hans storebror, Tengku Hussein eller Tengku Lang, var fraværende for at blive gift i Penang, da deres fader, den tidligere sultan, døde i 1812. Ifølge malaysisk kulturel tradition skal en person være ved en døende sultans side for at blive den nye hersker. Tengku Abdul Rahman var til stede, da den gamle sultan døde. Den ældre broder var ikke tilfreds med udviklingen, mens temenggung, der var ansvarlig for Singapore, foretrak Tengku Hussein frem for den yngre broder.
Briterne havde først anerkendt Tengku Abdul Rahman på tidspunktet for deres første tilstedeværelse i Malacca. Situationen havde imidlertid ændret sig. I 1818, besøgte Farquhar Tengku Hussein på den lille ø Penyengat ud for kysten af Bintan, hovedstaden i Riau Arkipelaget. Der blev nye planer lagt, og i 1819 fik Raffles indgået en aftale med Tengku Hussein. Ifølge aftalen er briterne vil anerkende Tengku Hussein som den legitime hersker af Singapore, hvis han tillod dem at etablere en handelsstation der. Endvidere ville Tengku Hussein og temenggung modtage en årlig stipendium fra briterne. Traktaten blev ratificeret den 6. februar 1819. Med Temenggungs hjælp, forlod Hussein Penyengat under foregivelse af, at han var "på fiskeri", og nåede Singapore, hvor han hurtigt blev indsat som sultan.
Hollænderne var yderst utilfreds med Raffles' fremgangsmåde. Men Singapore udviklede sig hurtigt og undergravede hollændernes magtstilling i Østen, og med underskrivelsen af den anglo-hollandske traktat i 1824 opgav Holland sine rettigheder på Malakkahalvøen til fordel for England. Traktaten indebar også en deling af Sultanatet Johor i moderne Johor og det nye sultanat Riau.

### Straits Settlements
Efter, at briterne havde sikret sig Malacca fra hollænderne ved den anglo-hollandske traktat af 1824, satte briterne som mål at centralisere administrationen af Penang, Malacca og Singapore. Til dette formål etableredes i 1826 en ramme kendt som Straits Settlements med Penang som hovedstad. Senere, i 1832, blev hovedstaden flyttet til Singapore. Mens de tre besiddelser dannede rygraden i bosættelserne, blev med tiden også Juleøen, Cocos Islands, Labuan og Dinding af Perak henlagte under af Straits Settlements' ledelse og administration.
Indtil 1867 var Straits Settlements ansvarlig over for den britiske administrator af selskabet East India Company i Calcutta. Administratorerne for Straits Settlements var utilfredse med den måde, Calcutta håndterede deres anliggender på, og de klagede til London. Selskabet forsøgte endda at annullere Singapores frihavn status i 1856.
Selskabet blev imidlertid opløst i 1858, og britisk Indien kom under Kronens direkte styre, det vil sige den britiske regering. Med Calcuttas aftagende magt og efter intens lobbyvirksomhed fra Straits Settlements' administratorer blev kolonien i 1867 placeret direkte under administration fra Colonial Office i London og blev erklæret en kronkoloni. Erklæringen gav det en betydelig uafhængighed og magt indenfor det britiske imperium.

### Nordlige Malaystater og Siam
Frem til slutningen af det 19. århundrede var det britiske East India Company kun interesseret i handel og forsøgte så vidt muligt at undgå en indblanding i malajisk politik. Imidlertid havde Siam en indflydelse i de nordlige malaysisk stater, især Kedah, Terengganu, Kelantan og Pattani, hvilket forhindrede selskabet i at drive sin handel i fred. Derfor underskrev briterne i 1826 gennem selskabet en hemmelig traktat, senere kendt som Burney-traktaten, med kongen af Siam. De fire Malay-stater ikke var til stede under underskrivelsen af aftalen. I denne traktat anerkendte briterne Siams suverænitet over alle disse stater. Til gengæld accepterede Siam britisk ejerskab af Penang og provinsen Wellesley og tillod selskabet uhindret at handle med Terengganu og Kelantan.
83 år senere blev en ny traktat, senere kendt som den anglo-Siamesiske traktat af 1909 eller Bangkok-traktaten af 1909 indgået mellem de to magter. I den nye aftale indvilligede Siam i at opgive sine rettigheder i Kedah, Perlis, Terengganu og Kelantan, mens Pattani forblev siamesisk territorium. Perlis var tidligere en del af Kedah men i løbet af siamesiske styre blev det udskilt fra Kedah. Kedah-distriktet Satun blev dog annekteret af Siam i samme aftale. Pattani på sin side blev opdelt i egentlige Pattani, Yala og Narathiwat efter undertegnelsen af traktaten.
Selvom Siamese kong Chulalongkorn var tilbageholdende med at underskrive traktaten, tvang stigende fransk pres på Siams østlige grænse landet til at samarbejde med briterne. Ligesom Rama IV, håbede Chulalongkorn, at briterne ville lade Siam i fred, hvis han tiltrådte deres krav. Tidligere i 1893 havde Siam mistet Shan-regionen i det nordøstlige Burma til briterne. Denne afgrænsning, som findes i aftalen, udgør stadig i dag grænsen mellem Malaysia og Thailand.
Malayas herskere anerkendte ikke aftalen men var for svage til at modstå britisk indflydelse. Efter Bangkok-traktaten blev George Maxwell indsat af briterne i Kedah som sultanens rådgiver. Briterne tog effektivt fat på økonomisk planlægning og dets gennemførelse: en jernbanelinje blev bygget for at forbinde Kedah med Siam i 1912, mens en jordreform blev gennemført i 1914. Først i 1923 accepterede herskeren i Kedah, Sultan Abdul Hamid Halim Shah, officielt en britisk rådgiver.
Perlis oplevede en lignende udvikling. Herskeren anerkendte ikke 1909-traktaten, men briterne var de facto administratorer af staten. Først i 1930 anerkendte herskeren Raja Syed Alwi den britiske tilstedeværelse i Perlis ved at acceptere Meadows Frost som den første britiske rådgiver i Perlis.

### Perak
Perak er en stat på den vestlige side af Malayahalvøen. I det 18. og 19. århundrede blev det opdaget, at området var rigt på tin, med de rigeste alluviale aflejringer af tin i verden. Europa undergik på samme tid var den industrielle revolution, og det skabte en enorm efterspørgsel efter tin. Briterne og hollænderne var aktive i staterne, begge søgte at monopolisere produktionen af tin og andre råvarer. Men den politiske atmosfære i Perak var tilstrækkelig ustabil til at hæve omkostningerne ved tin-minedriften. Således beordrede Siam i 1818 Kedah til at angribe Perak, og den manglende tryghed i Perak tvang briterne til at beskytte sine interesser i 1826.
Perak fortsatte med at øge sine minedrift, men led af mangel på arbejdskraft. For at løse problemet inviterede Malayas administrator, Lang Jaafar, kineserne i Penang til at arbejde i Perak, især på Larut. Af 1840-erne eksploderede Peraks kinesiske befolkning. De nye indvandrere var ofte medlemmer af hemmelige kinesiske samfund. To af de største var Ghee Hin og Hai San. Disse to grupper forsøgte jævnligt at øge deres indflydelse i Perak og dette resulterede i hyppige sammenstød Disse træfninger kom ud af kontrol, og selv Ngah Ibrahim, Menteri Besar, eller ledende ministre var ude af stand til at håndhæve retsstaten.
Samtidig foregik en magtkamp ved Peraks kongelige hof. Sultan Ali døde i 1871, og den næste i rækken til tronen var Raja Muda Raja Abdullah. Trods det faktum var han ikke til stede under begravelsen af sultanen. Som i tilfældet med Tengku Hussein af Johor, blev Raja Abdullah ikke udnævnt til ny sultan af ministrene i Perak. I stedet blev den anden i rækken, Raja Ismail, den næste sultan af Perak.
Raja Abdullah var rasende og nægtede at acceptere beslutningen. Han søgte og samlede politiske støtter fra forskellige sider, herunder flere af Peraks lokale høvdinge og flere briter med hvem, han havde gjort forretninger tidligere, med de hemmelige selskaber om deres indflydelse i kampen om tronen. Blandt de britiske individer var en britisk forhandler W.H.M. Read. Desuden lovede han at acceptere en britisk rådgiver, hvis briterne genkendte ham som den retmæssige hersker i Perak.
Desværre for Raja Abdullah var Straits Settlements guvernør på det tidspunkt Sir Harry Ord og guvernøren var en ven af Ngah Ibrahim, der havde uløste problemer med Raja Abdullah. Med Ords hjælp sendte Ngah Ibrahim sepoy-tropper fra Indien for at forhindre Raja Abdullah fra aktivt at hævde tronen og udvide kontrollen over de kinesiske hemmelige selskaber.
I 1873 var Colonial Office i London kommet til at opfatte Ord som inkompetent. Han blev hurtigt erstattet af Sir Andrew Clarke, og Clarke blev beordret til at skaffe sig et fuldstændigt billede af hvad, der foregik i malaysisk stater, og anbefale hvordan, man kunne strømline britisk administration i Malaya. Årsagen var, at London var mere og mere klar over, at Straits Settlements var mere afhængige af økonomien i de malajiske stater, herunder Perak. Efter Clarkes ankomst i Singapore, kom mange britiske forhandlere, herunder Read, tæt på guvernøren. Gennem Read erfarede Clarke om Raja Abdullahs problem og vilje til at acceptere en britisk repræsentant ved hans hof, hvis briterne bistod den engang tilsyneladende arving.
Clarke benyttede lejligheden til at udvide britisk indflydelse. Først kaldte han alle kinesiske hemmelige selskaber sammen og krævede en permanent våbenhvile. Senere, ved underskrivelsen af Pangkor-traktaten den 20. januar 1874 anerkendte Clarke Raja Abdullah som den legitime sultan af Perak. J.W.W. Birch blev omgående udnævnt som en britisk resident i Perak. På den anden side blev Raja Ismail, som ikke var part i aftalen, tvunget til at abdicere på grund af et ydre pres forestået af Clarke.

### Selangor
Selangor lige syd for Perak havde også betydelige forekomster af tin omkring Hulu Selangor mod nord, Hulu Klang i det centrale område og Lukut nær Negeri Sembilan mod syd. Omkring 1840, under ledelse af Raja Jumaat fra Riau, blev tin-minedrift et kæmpe foretagende. Hans indsats snart blev belønnet af Sultan Muhammad af Selangor: Raja Jumaat blev udnævnt som Lukuts administrator i 1846. I 1850'erne fremstod området som en af de mest moderne bosættelser på Malayahalvøen bortset fra Straits Settlements. På et tidspunkt var der ikke mindre end 20.000 arbejdere, de fleste af dem etniske kinesere importerede fra Kina. Han døde i 1864 og hans død skabte en ledelse tomrum. Langsomt gled Lukut bagud og blev glemt.
I mellemtiden havde Hulu Klang haft hidtil uset vækst på grund af tin-minedrift. Mellem 1849 og 1850 blev Raja Abdullah bin Raja Jaafar, Raja Jumaats fætter, udpeget af sultanen som Klangs administrator. Mens Lukuts økonomiske betydning langsomt aftog, voksede Hulu Klangs. Dette fik mange arbejdere til at flytte dertil, især kinesiske indvandrere, der havde arbejdet i Lukut. Én person er ansvarlig for at overtale kineserne til at flytte fra Lukut til Hulu Klang var Sutan Puasa fra Ampang. Han forsynede minedriftskolonier i Hulu Klang med varer lige fra ris til opium. I takt med, at Hulu Klang blomstrede, begyndte flere bebyggelser at vokse frem fra slutningen af 1860'erne. To af dem var Kuala Lumpur og Klang. En kinesisk kapitan ved navn Yap Ah Loy var medvirkende til at udvikle Kuala Lumpur.
Som i Perak tiltrak denne hurtige udvikling stor interesse fra briterne i Straits Settlements. Økonomien i Selangor var betydelig nok for velstanden i Straits Settlements til, at enhver forstyrrelse i dens tilstand ville ramme Straits Settlement selv. Derfor følte briterne, at de havde behov for at have indflydelse på Selangors politik. En væsentlig forstyrrelse, der udviklede sig til en borgerkrig, var Klang-krigen, som begyndte i 1867.
I november 1873 blev et skib fra Penang angrebet af pirater i nærheden af Kuala Langat, Selangor. En domstol blev samlet nær Jugra og de formodede pirater blev dømt til døden. Sultanen udtrykte bekymring og anmodede om bistand fra Sir Andrew Clarke. Frank Swettenham blev udpeget til at fungere som sultanens rådgiver. Omkring et år senere blev en advokat fra Singapore ved navn J. G. Davidson udnævnt som britiske Resident i Selangor. Frank Swettenham blev nomineret til Resident stillingen, men han blev anset for ung. Borgerkrigen sluttede i 1874.

### Negeri Sembilan
Negeri Sembilan var en anden stor producent af tin i Malaya. I 1869 opstod en magtkamp mellem Tengku Antah og Tengku Ahmad Tunggal, som begge stræbte efter at blive den næste hersker, Yamtuan Besar, over Negeri Sembilan. Denne konflikt mellem de to prinser delte føderationen og truede pålideligheden af tinforsyningerne fra Negeri Sembilan.
Sungai Ujong, en stat i konføderation var et sted for mange lokalt vigtige miner. Det blev regeret af Dato 'Kelana Sendeng. Men en anden lokal høvding ved navn Dato 'Bandar Kulop Tunggal havde mere indflydelse end Dato' Kelana. Dato 'Bandar modtog stor støtte fra de lokale, og selv fra de kinesiske indvandrere, der arbejdede på minerne i Sungai Ujong. Dato 'Kelanas begrænsede popularitet gjorde ham afhængig af en anden høvding ved navn Sayid Abdul Rahman, som var føderationens Laksamana Raja Laut (nærmest en kongelige admiral). Det anstrengte forhold mellem Dato 'Bandar og Dato' Kelana forårsagede hyppige forstyrrelser i Sungai Ujong.
Årene før 1873 var dog relativt fredelige, da Dato' Kelana måtte vise ekstra opmærksomhed mod Sungai Linggi som Rembau, en anden stat inden for konføderationen, som forsøgte at vriste Sungai Linggi fra Sungai Ujongs kontrol. Negeri Sembilan var dengang forbundet med Malacca via Sungai Linggi, og en stor mængde af handelen passerede Sungai Linggi dagligt. Den, som kontrollerede Sungai Linggi, ville vinde rigdom simpelthen via betalte skatter.
Senere samme år døde Dato' Kelana Sendeng. I begyndelsen af 1873 indtog Sayid Abdul Rahman sin plads som den nye Dato' Kelana. Dødsfaldet betød dog ikke en heling af forholdet mellem Dato 'Kelana og Dato' Bandar. Tværtimod, det forværredes. Den nye Dato 'Kelana var dybt bekymret med Dato' Bandar s ukontrolleret indflydelse og søgte måder at imødegå hans modstander med magt.
Da briterne ændrede deres ikke-interventionistiske politik i 1873 ved at erstatte Sir Harry Ord med Sir Andrew Clarke som den nye guvernør i Straits Settlements, indså Dato 'Kelana straks, at briterne kunne styrke deres stilling i Sungai Ujong. Dato 'Kelana spildte ingen tid med at kontakte og bedrive lobbyvirksomhed hos briterne i Malacca for at støtte ham. I april 1874 beslaglagde Sir Andrew Clarke på Dato 'Kelana anmodning som et middel til at opbygge britisk tilstedeværelse i Sungai Ujong og Negeri Sembilan generelt. Clarke anerkendte Dato 'Kelana som den legitime leder af Sungai Ujong. Briterne og Dato 'Kelana underskrev en traktat, som pålagde Dato' Kelana at regere Sungai Ujong retfærdigt, beskytte erhvervsdrivende og forhindre enhver anti-britisk handling der. Dato 'Bandar blev ikke inviteret til at underskrive aftalen og hævdede derfor, at han ikke var bundet af aftalen. Desuden var Dato 'Bandar og de lokale modstandere af den britiske tilstedeværelse i Sungai Ujong. Dette gjorde Dato 'Kelana yderligere upopulær der.
Snart blev et selskab fra den kinesiske protektorat fra Straits Settlements ledet af William A. Pickering sendt til Sungai Ujong for at vurdere situationen. Han anerkendte den knibe, som Dato 'Kelana var i og rapporterede tilbage til Straits Settlements. Det fik briterne til at sende 160 soldater til Sungai Ujong for at hjælpe Pickering til at nedkæmpe Dato 'Bandar. Ved udgangen af 1874 flygtede Dato 'Bandar til Kepayang. På trods for dette nederlag betalte briterne ham en pension og gav ham asyl i Singapore.
Som året skred frem steg britisk indflydelse til det punkt, da en assistent resident blev placeret der for at rådgive og hjælpe Dato 'Kelana med styringen af Sungai Ujong.

### Pahang
Briterne blev ligeledes involverede i administrationen af Pahang efter en borgerkrig mellem to kandidater til rigets trone mellem 1858 og 1863.

### Centralisering af administrationen
For at strømline administrationen af de malaysiske stater og især for at beskytte og videreudvikle den lukrative handel med tin-minedrift og gummi søgte Storbritannien at konsolidere og centralisere kontrollen ved at samle de fire sammenhængende stater i Selangor, Perak, Negeri Sembilan og Pahang i en nye enhed, Federated Malay States (FMS), med Kuala Lumpur som hovedstad. Generalresidenten administrerede føderationen men gik på kompromis ved at lade sultanerne beholde begrænsede beføjelser som myndigheder i spørgsmål om islam og malajiske skikke. Moderne lovgivning blev indført med oprettelsen af Forbundsrådet. Selv om sultanerne havde mindre magt end deres modparter i Unfederated Malay States, oplevede FMS en langt højere grad af modernisering. Føderaliseringen bragte også fordele gennem kooperativ økonomisk udvikling, som var tydelig i den tidligere periode, hvor Pahang udvikledes ved hjælp af midler fra indtægterne fra Selangor og Perak.
Unfederated Malay States, på den anden side, fastholdt deres kvasi-uafhængighed, havde mere autonomi og i stedet for at have en Resident, var de kun forpligtede til at acceptere en britisk Advisor, selv om de i virkeligheden stadig var bundet ved en traktat til at acceptere rådgivning. Briterne foretog langt mindre økonomisk udnyttelse, da de primært ønskede blot at holde disse stater under kontrol. Perlis, Kedah, Kelantan og Terengganu blev overgivet af Siam i henhold til den anglo-siamesiske traktat af 1909. Det uafhængige Johor måtte i mellemtiden overgive Singapore til briterne. På trods af sultanens politiske indsats, blev han tvunget til at acceptere en rådgiver i 1914 og var den sidste malajstat til at miste sin suverænitet (et britisk engagement i Johor var faktisk allerede begyndt i 1885).
Denne periode med langsom konsolidering af magten i en centraliseret regering og kompromis-sultanerne, der bevarede deres regentstatus men ikke styret i deres stater, ville få en stor indflydelse på den senere vej til en statsdannelse. Det markerede effektivt overgangen fra ideen om malajstaterne som et kollektiv af jord omfattet af feudale herskere til et mere føderale konstitutionelt monarki i Westminster-stil. Dette blev en accepteret model for den fremtidige Federation of Malaya og i sidste ende Malaysia, i en region, hvor andre lande gennemførte strengere, stærkt centraliserede administrationer.
I 1910 briterne havde etableret syv politiske enheder på Malayahalvøen - Straits Settlements, Federated Malay States og de enkeltstående protektorater Perlis, Kedah, Kelantan, Terengganu og Johore.

### Decentralt styre
1. verdenskrig påvirkede ikke Malaya direkte bortset fra en flådetræfning mellem den tyske krydser SMS Emden og den russiske cruiser Zhemchug ud for George Town i det, der blev kendt som Slaget ved Penang.
Efter 1. verdenskrig vedtog briterne en decentraliseringspolitik i Malaya. Dette blev gjort for at lokke Unfederated Malay States til at deltage i Federated Malay States.

### Depressionen
I 1930-erne led Malaya alvorligt under depressionen, ikke mindst på grund af sin stærke økonomiske integration med omverdenen.

### 2. verdenskrig
Malaya og Singapore var under japansk besættelse fra 1942 til 1945. Japan belønnede Siam for dets samarbejde i denne periode ved at give det staterne Perlis, Kedah, Kelantan og Terengganu. Efter Japans overgivelse ved afslutningen af 2. verdenskrig, blev Malaya og Singapore placeret under britisk militær administration.

### Efter 2. verdenskrig
Inden for et år efter 2. verdenskrigs afslutning blev den løse administration af Britisk Malaya endelig konsolideret med dannelsen af Den malayiske union den 1. april 1946. Singapore indgik dog ikke og blev betragtet som en kronkoloni i sig selv. Den nye union blev mødt med stærk modstand fra de lokale malajer. Oppositionen kredsede omkring to spørgsmål: at løse statsborgerskabskrav og reduktion af malajherskernes magt. På grund af pres blev unionen erstattet af Malaya-føderationen af 31. januar 1948. Føderationen opnåede uafhængighed den 31. august 1957. Alle malaiske stater dannede senere et større forbund kaldet Malaysia den 16. september 1963 sammen med Singapore, Sarawak og Nord Borneo.

## Befolkning
Malayahalvøen var befolket af malajer. Fra begyndelsen af 1500-tallet gjorde europæere sig gældende. I løbet af 1800-tallet udvidede Storbritannien sin interessesfære på Malayahalvøen, både ved at etablere kolonier og ved at undertegne aftaler med herskerne i de forskellige malaystater.
Fra midten af 1800-tallet fandt der en betydelig indvandring af kinesere, indere og malaysiere fra øerne sted. Grunden til dette var behovet for arbejdskraft i forbindelse med udvinding af tin og udvidelse af plantagedrift.
En folketælling i 1911 viste, at de forskellige dele af Britisk Malaya samlet havde en befolkning på 2.650.999. Malayerne, områdets oprindelige befolkning, udgjorde da 46,8 % og tilflyttede malaysiere fra øerne 6,4 %. 34,7 % var kinesere, 10,1 % indere og 1,9 % andre.
| Britisk Malaya           | Areal (km²) | Indb 1911 | Indb 1921 |
| ------------------------ | ----------- | --------- | --------- |
| Singapore                | 562         | 311.985   | 425.912   |
| Penang                   | 280         | 278.003   | 304.335   |
| Province Wellesley       | 725         | ¹         | ¹         |
| The Dindings             | 474         | ¹         | ¹         |
| Malacca                  | 1.865       | 124.081   | 153.522   |
| Straits Settlements      | 3.906       | 714.069   | 883.769   |
| Perak                    | 20.200      | 494.057   | 599.055   |
| Selangor                 | 8.176       | 294.035   | 401.009   |
| Negri Sembilan           | 6.610       | 130.199   | 178.762   |
| Pahany                   | 36.300      | 118.708   | 146.064   |
| Federated Malay States   | 71.286      | 1.036.999 | 1.324.890 |
| Johore                   | 19.400      | 180.412   | 282.244   |
| Kedah                    | 9.850       | 245.986   | 338.544   |
| Perlis                   | 820         | 32.746    | 40.091    |
| Kelantan                 | 15.200      | 286.750   | 309.293   |
| Trengganu                | 15.500      | 154.037   | 153.092   |
| Unfederated Malay States | 60.770      | 899.931   | 1.123.264 |
| Britisk Malaya i alt     | 135.962     | 2.650.999 | 3.331.923 |

Kilde: Vahl og Hatt, s. 285f

Noter:¹ medregnet under Penang

## Naturgivne vilkår
Britisk Malaya havde tropisk klima. Jordbunden var gennemgående frugtbar: i halvøens indre bakkede og bjergfulde egne bestod de øvre jordlag især af laterit og ler. Ved kysterne og floderne fandtes alluviale aflejringer prægede af ler. Omkring 10% af jorden bestod af sumpede, moseagtige strækninger, som ikke kunne opdyrkes uden først at være blevet drænede. I bjergene bevirkede stærke regnskyl fra tid til anden jordskred på de stejlere skrænter, hvilket kunne forårsage ødelæggelser af plantager.

## Næringsliv
Næringslivet bestod overvejende af jordbrug og råstofudvinding. Handel og skibsfart spillede ligeledes en betydelig rolle.

### Landbrug og plantagedrift
Der dyrkedes flere kulturplanter på halvøen. Frem til 1906 omfattede plantagedriften sukkerrør, kaffe, sagopalmer, maniok, gambir, ananas samt flere krydderier, men efter 1. verdenskrig aftog flere af dem i betydning. Efter verdenskrigen var de vigtigste afgrøder pará-gummitræet (Hevea brasiliensis), kokospalmen og sumprisen. Gummitræet var blevet indført fra Sydamerika, de to andre var hjemmehørende i Sydøstasien.
Malajernes jordbrug var fortrinsvis risdyrkning. Den stærkt voksende befolkning bevirkede imidlertid, at høsten ikke kunne dække behovet, hvorfor ris blev indført fra Burma og Siam (Thailand).
Plantagedriften skete ved at rydde regnskov og omdanne den ryddede jord til plantager. Kautsjukplantager lå fortrinsvis i halvøens indre dele, mens kokospalmen især blev dyrket på de flade kyststrækninger. Kautsjuk blev udnyttet til at udvinde gummi, som blev anvendt i datidens stærkt voksende bilindustri. Kopra og tørrede kokoskerner blev anvendt til fremstilling af vegetabilske fedtstoffer.
Umiddelbart efter 1. verdenskrig indtrådte en mindre økonomisk depression, som bevirkede et fald i efterspørgslen efter kautsjuk og at man gjorde forsøg med tekstilplanter som sisalhamp (Agave sisilianum).
ØK ejede flere store plantager på Malaccahalvøen, således Mount Austin-plantagen, der producerede kautsjuk, i staten Johore og Kretay-plantagen, der producerede kokospalmer, i staten Trengganu. Overhovedet var plantagedriften forestået af fremmede (europæere og kinesere) og overvejende med fremmed arbejdskraft (indiske, kinesiske og javanske kulier), men jorden var udlejet af de malajiske stater til plantageselskaberne, som måtte betale eksportafgifter af produkterne. Enkelte malajiske fyrster var dog også plantageejere.

### Minedrift
Datidens vigtigste tinminer i verden lå på Malaccahalvøen. Federated Malay States producerede i 1914 mere end 49.000 tons tin svarende til 40% af verdensproduktionen og i 1920 omkring 35.000 tons svarende til 29,7% af verdensproduktionen. Unfederated Malay States producerede efter krigen 1.500-3.000 tons tin årlig. De vigtigste udvindingsområder var Kinta og Larut i staten Perak. Tinmalmen forekom i metamorfoserede sedimentære bjergarter og i granit. Europæiske (især britiske og franske) selskaber lod udgrave minegange indtil 500 meter under jordens overflade, mens kinesiske virksomheder kun drev udvinding i åbne brud. I 1920 stod kinesere for 64% af den samlede tinproduktion.
Foruden tin fandtes andre mineraler: guld (udvasket i floderne), wolfram (tungsten, udvundet i staterne Trengganu, Perak og Kedah) og kul (brudt i staten Selangor, ca. ¼ mio tons i 1920), mens som helhed spillede de kun en mindre rolle.

### Industri
Industri spillede en helt underordnet rolle. De vigtigste produkter: kautsjuk, tin og kopra, blev altovervejende eksporterede som uforarbejdede råstoffer. Ananas blev derimod eksporteret som konserves. Af tapioka blev fremstillet gryn og mel. Kinesere fremstillede stole af rotang og andre ting til lokal brug, men langt de fleste industrivarer blev importerede.

### Handel
Handel spillede en stor rolle. Eksportprodukter var tin, kautsjuk og kopra, desuden ananas, tapioka, sago, skovprodukter. Importprodukter var for omkring halvdelens vedkommende fødevarer, især ris, sukker og kondenseret mælk. Andre importprodukter var tobak, opium, bomuldstøj, maskiner, kul og petroleum.
Handelen skete fortrinsvis via Singapore (i 1920 57% af eksporten og 37% af importen) og havnene Penang og Malacca i Straits Settlements. En mindre del af handelen skete via Port Swettenham i staten Selanger.
I 1920 udgjorde eksporten 33,7 mio. pund sterling. Heraf udgjorde kautsjuk 62%, tin og tinmalm 31%. Importen udgjorde 19,9 mio. pund sterling, heraf udgjorde ris 23%.

### Transport
I ældre tid udgjorde floderne de vigtigste samfærdselsforbindelser, idet de nedre og mellemste løb var sejlbare. Af samme grund havde flere stater deres navn efter de vigtigste floder: Perak, Trengganu, Pehang, Selangor. Efterhånden blev der anlagt veje og jernbaneforbindelser. Langs vestkysten blev anlagt en jernbaneforbindelse, der senere blev forbundet med den siamesiske sydbane således, at der i mellemkrigstiden kørte tog mellem Bangkok og Singapore. Fra øen Singapore var færgeforbindelse til Johore Baharu, hvilken dog skulle afløses af en fast dæmning. Jernbaneforbindelse skulle forbinde vigtige byer som Gemas, Malacca, Seremban, Port Dickson, Kuala Lumpur, Port Swettenham, Ipoh, Taiping, Port Weld, Prai. Jernbanerne var ejede og blev drevet af fællesregeringen for Federated Malay States.